# David Rikl
David Rikl (República Checa, 1971) es un tenista ya retirado de la competición que destacó ampliamente en dobles, donde ganó todos sus torneos ATP. Su puesto más alto en el ránkin de dobles fue 4º, mientras que en individuales llegó al puesto 41.º.

## Carrera
David comenzó a jugar tenis profesionalmente en 1989, sin embargo ya jugaba desde los 4 años de edad. Destacado doblista llegó a cosechar 39 títulos en dicha modalidad.

## Torneos del Grand Slam

### Finalista en Dobles
| Año  | Torneo    | Pareja       | Oponentes en la final       | Resultado          |
| ---- | --------- | ------------ | --------------------------- | ------------------ |
| 2001 | Wimbledon | Jiří Novák   | Donald Johnson Jared Palmer | 6–4, 4–6, 6–3, 7–6 |
| 2004 | US Open   | Leander Paes | Mark Knowles Daniel Nestor  | 3-6, 3-6           |

## Títulos

### Finalista en individuales
- 1994: Yakarta (pierde ante Michael Chang)

### Dobles
| Leyenda                |
| Grand Slam (0)         |
| Tennis Masters Cup (0) |
| ATP Masters Series (3) |
| ATP Tour (27)          |

| Nº  | Fecha                    | Torneo                      | Superficie    | Pareja             | Oponentes en la final                 | Resultado     |
| 1.  | 7 de febrero de 1991     | Tel Aviv                    | Dura          | Michiel Schapers   | Javier Frana Leonardo Lavalle         | 6-2, 6-7, 6-3 |
| 2.  | 6 de julio de 1992       | Newport, Rhode Island       | Césped        | Royce Deppe        | Paul Annacome David Wheaton           | 6-4, 6-4      |
| 3.  | 25 de octubre de 1993    | Santiago                    | Tierra batida | Mike Bauer         | Christer Allgardh Brian Devening      | 7-6, 6-4      |
| 4.  | 4 de abril de 1994       | Barcelona                   | Tierra batida | Yevgeny Kafelnikov | Jim Courier Javier Sánchez Vicario    | 5-7, 6-1, 6-4 |
| 5.  | 25 de abril de 1994      | Múnich                      | Tierra batida | Yevgeny Kafelnikov | Boris Becker Petr Korda               | 7-6, 7-5      |
| 6.  | 9 de mayo de 1994        | Roma TMS                    | Tierra batida | Yevgeny Kafelnikov | Wayne Ferreira Javier Sánchez Vicario | 6-1, 7-5      |
| 7.  | 17 de octubre de 1994    | Viena                       | Moqueta       | Mike Bauer         | Alex Antonitsch Greg Rusedski         | 7-6, 6-4      |
| 8.  | 11 de septiembre de 1995 | Bogotá                      | Tierra batida | Jiří Novák         | Steve Campbell MaliVai Washington     | 7-6, 6-2      |
| 9.  | 23 de octubre de 1995    | Santiago                    | Tierra batida | Jiří Novák         | Shelby Cannon Francisco Montana       | 6-4, 4-6, 6-1 |
| 10. | 25 de marzo de 1996      | Casablanca                  | Tierra batida | Jiří Novák         | Tomás Carbonell Francisco Roig        | 7-6, 6-3      |
| 11. | 9 de septiembre de 1996  | Bogotá                      | Tierra batida | Nicolás Pereira    | Pablo Campana Nicolás Lapentti        | 6-3, 7-6      |
| 12. | 28 de julio de 1997      | Poznań                      | Tierra batida | Tomas Anzari       | Jordi Burillo László Markovits        | 6-3, 6-2      |
| 13. | 13 de octubre de 1997    | Ostrava                     | Moqueta       | Jiří Novák         | Donald Johnson Francisco Montana      | 6-2, 6-4      |
| 14. | 11 de mayo de 1998       | Košice                      | Tierra batida | Jiří Novák         | Nebojsa Djordjevic Marcos Ondruska    | 7-6, 6-4      |
| 15. | 10 de agosto de 1998     | San Marino                  | Tierra batida | Jiří Novák         | Mariano Hood Sebastián Prieto         | 6-4, 7-6      |
| 16. | 17 de agosto de 1998     | Indianápolis                | Dura          | Jiří Novák         | Mark Knowles Daniel Nestor            | 6-2, 7-6      |
| 17. | 26 de octubre de 1998    | México, D. F.               | Tierra batida | Jiří Novák         | Daniel Orsanic David Roditi           | 6-4, 6-2      |
| 18. | 7 de febrero de 2000     | Dubái                       | Dura          | Jiří Novák         | Robby Koenig Peter Tramacchi          | 6-2, 7-5      |
| 19. | 17 de julio de 2000      | Stuttgart Outdoor           | Tierra batida | Jiří Novák         | Lucas Arnold Donald Johnson           | 5-7, 6-2, 6-3 |
| 20. | 30 de octubre de 2000    | Stuttgart Indoor TMS        | Dura          | Jiří Novák         | Donald Johnson Piet Norval            | 3-6, 6-3, 6-4 |
| 21. | 19 de marzo de 2001      | Miami TMS                   | Dura          | Jiří Novák         | Jonas Björkman Todd Woodbridge        | 7-5, 7-6      |
| 22. | 21 de mayo de 2001       | Sankt Pölten                | Tierra batida | Petr Pála          | Jaime Oncins Daniel Orsanic           | 6-3 5-7 7-5   |
| 23. | 20 de mayo de 2002       | Sankt Pölten                | Tierra batida | Petr Pála          | Bob Bryan Michael Hill                | 7-5, 6-4      |
| 24. | 10 de junio de 2002      | Gstaad                      | Tierra batida | Joshua Eagle       | Massimo Bertolini Cristian Brandi     | 7-6, 6-4      |
| 25. | 25 de junio de 2002      | Halle                       | Césped        | David Prinosil     | Jonas Björkman Todd Woodbridge        | 4-6, 7-6, 7-5 |
| 26. | 15 de julio de 2002      | Stuttgart Outdoor, Alemania | Tierra batida | Joshua Eagle       | David Adams Gastón Etlis              | 6-3, 6-4      |
| 27. | 24 de febrero de 2003    | Dubái                       | Dura          | Leander Paes       | Wayne Black Kevin Ullyett             | 6-3, 6-0      |
| 28. | 7 de julio de 2003       | Gstaad                      | Tierra batida | Leander Paes       | František Čermák Leoš Friedl          | 6-3, 6-3      |
| 29. | 7 de junio de 2004       | Halle                       | Césped        | Leander Paes       | Tomáš Cibulec Petr Pála               | 6-2, 7-5      |
| 30. | 5 de julio de 2004       | Gstaad                      | Tierra batida | Leander Paes       | Marc Rosset Stanislas Wawrinka        | 6-4, 6-2      |

### Finalista en dobles (torneos destacados)
- 1999: Masters de Montecarlo (junto a Jiří Novák pierden ante Olivier Delaitre y Tim Henman)
- 2001: Wimbledon
- 2003: Masters de Miami (junto a Leander Paes pierden ante Roger Federer y Max Mirnyi)
- 2004: US Open